# 함흥평야
함흥평야(咸興平野)는 함경남도의 남쪽에 위치한 평야이다. 면적은 약 1,300km2. 동서길이 약 40km. 남북길이 약 40km로 함남평야(咸南平野)라고도 한다. 대체로 충적평야에 속해 있다.
함흥시 · 함주군 · 정평군 · 성천강 · 광포강 ·   금진강 (Q124611615)에 접해 있다. 관북 지방의 곡창 지대이다.

## 같이 보기
- 한국의 평야